# Ивановце
Ивановце (слч. Ivanovce) насељено је мјесто са административним статусом сеоске општине (слч. obec) у округу Тренчин, у Тренчинском крају, Словачка Република.

## Становништво
| Година:    | 1994. | 2004.   | 2014.    | 2024.    |
| ---------- | ----- | ------- | -------- | -------- |
| Број људи: | 810   | 789     | 945      | 1084     |
| Разлика:   |       | -2,59 % | +19,77 % | +14,70 % |

| Година:    | 2023. | 2024.   |
| ---------- | ----- | ------- |
| Број људи: | 1070  | 1084    |
| Разлика:   |       | +1,30 % |

Према подацима о броју становника из 2024. године насеље је имало 1084 становника.